# Calamotropodes grisella
Calamotropodes grisella är en fjärilsart som beskrevs av Antonius Johannes Theodorus Janse 1922. Calamotropodes grisella ingår i släktet Calamotropodes och familjen mott. Inga underarter finns listade i Catalogue of Life.